# Hoppla vi dör
Hoppla, vi dör! (originaltitel: Whoops Apocalypse) var en brittisk komediserie (1982) från ITV om jordens undergång. Handlingen var starkt baserad på den tidens politiska klimat och det kalla kriget med parodier på bland annat Ronald Reagan och shahen av Iran.